# Isabela Portugalská (1397–1471)
Isabela Portugalská (21. února 1397, Évora – 17. prosince 1471, Dijon) byla burgundská vévodkyně a třetí manželka vévody Filipa Dobrého. Jejich synem byl Karel Smělý, poslední burgundský vévoda z rodu Valois.
Isabela se narodila jako portugalská infantka z rodu Avizů a byla jedinou přeživší dcerou krále Jana I. Portugalského a jeho manželky Filipy z Lancasteru. Během nepřítomnosti svého manžela v letech 1432 a 1441–1443 působila jako regentka burgundského Nizozemí. Sloužila jako zástupkyně svého manžela při jednáních s Anglií o obchodních vztazích v roce 1439 a při jednáních s odbojnými městy v Holandsku v roce 1444.

## Život
Narodila se jako jedna ze dvou dcer portugalského krále Jana I. a jeho manželky Filipy z Lancasteru. V roce 1430 se provdala za Filipa Dobrého, vévodu burgundského a stala se jeho třetí ženou. Isabela byla vzdělaná a rozumná žena, která se zajímala o umění. V politice měla velký vliv na svého manžela a později i na svého jediného přeživšího syna Karla Smělého.
Zemřela v roce 1471 a byla pohřbena v kartuziánském klášteře Champmol.